# Cesano (zone de Rome)
Pour les articles homonymes, voir Cesano.

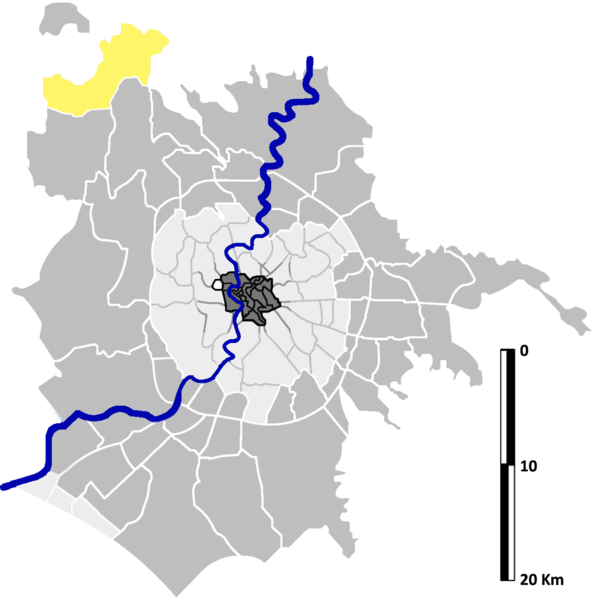
Localisation de Cesano sur la carte administrative de Rome.

Cesano est une zona di Roma (zone de Rome) située au nord-ouest de Rome dans l'Agro Romano en Italie. Elle est désignée dans la nomenclature administrative par Z.LII et fait partie du Municipio XX. Sa population est de 10 161 habitants répartis sur une superficie de 38,0 km2.

## Géographie

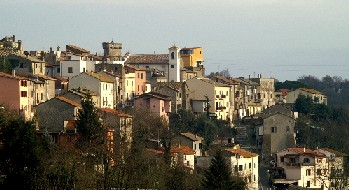
Vue du bourg de Cesano

## Histoire
La zone tient son nom du bourg de Cesano di Roma, situé à 260 mètres d'altitude sur les Monts Sabatiniens, près des lacs de Bracciano et de Martignano.

## Lieux particuliers
- Église San Giovanni Battista (XVIIe siècle)
- Église San Nicola di Bari (XIe siècle)
- Église San Sebastiano
- Église San Martino
- Église Sant'Andrea Apostolo
- Parc régional de Veio